# 아드리안 반 오스타데

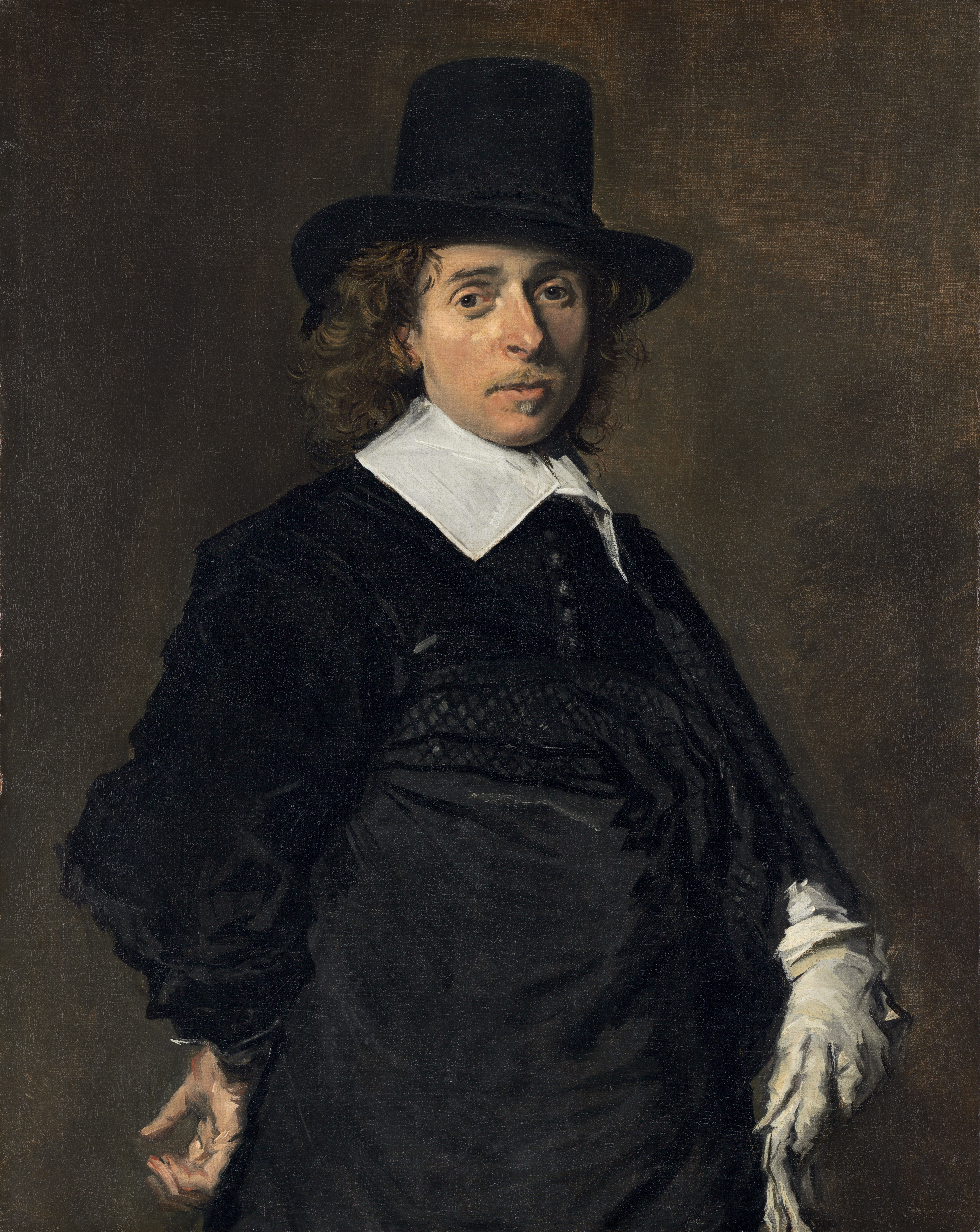

아드리안 반 오스타데(Adriaen van Ostade, Adriaen Jansz Hendricx, 1610년 12월 10일 ~ 1685년 5월 2일)는 네덜란드 황금기의 화가이다.
1610년 직물업자의 아들로서 하를렘에서 태어나, 1685년 죽을 때까지 그곳에서 활약한 풍속화가이다. 처음에는 할스와 브라웰의, 그리고 1640년경에는 렘브란트의 명암법에도 영향을 받았다. 초기에는 밝은 청·회·자색의 색조가 두드러졌다. 1640년대에 들어서면 비교적 어두운 화면에 인물, 특히 무뚝뚝한 농부가 선술집에서 법석대는 모습이 동적(動的)으로 포착되어 있다. <화가의 아틀리에>(암스테르담 미술관), <농부의 무리>(베를린 프리드리히 미술관), <농부의 가족>(런던 버킹검 궁전) 등은 8백 가까운 유화 가운데의 일부분에 지나지 않는다.